# 디자인 페스타
디자인 페스타(Design festa)는 일본 도쿄에서 개최되는 아시아 최대 규모의 국제 예술 행사이다.

## 개요
1994년부터, 도쿄 국제 전시장에서 보통 5월 중순과 11월경에 연간 2회 개최한다. 개최 횟수는 30회 이상이고(2013년 11월 기준 38번째), 8,500명 이상의 아티스트가 전 세계에서 모인다. 현재는 서쪽 전관에서 개최하고있다.